# Preuseville
Preuseville és un municipi francès situat al departament del Sena Marítim i a la regió de Normandia. L'any 2007 tenia 146 habitants.

## Demografia

### Població
El 2007 la població de fet de Preuseville era de 146 persones. Hi havia 69 famílies de les quals 19 eren unipersonals (5 homes vivint sols i 14 dones vivint soles), 32 parelles sense fills i 18 parelles amb fills.
La població ha evolucionat segons el següent gràfic:
Habitants censats

### Habitatges
El 2007 hi havia 84 habitatges, 69 eren l'habitatge principal de la família, 13 eren segones residències i 2 estaven desocupats. Tots els 82 habitatges eren cases. Dels 69 habitatges principals, 57 estaven ocupats pels seus propietaris i 11 estaven llogats i ocupats pels llogaters; 3 tenien dues cambres, 22 en tenien tres, 19 en tenien quatre i 24 en tenien cinc o més. 62 habitatges disposaven pel capbaix d'una plaça de pàrquing. A 40 habitatges hi havia un automòbil i a 24 n'hi havia dos o més.

### Piràmide de població
La piràmide de població per edats i sexe el 2009 era:
| Homes | Edats   | Dones |
| ----- | ------- | ----- |
| 0     | 95 o +  | 0     |
| 0     | 90 a 94 | 4     |
| 0     | 85 a 89 | 0     |
| 0     | 80 a 84 | 0     |
| 4     | 75 a 79 | 4     |
| 8     | 70 a 74 | 4     |
| 4     | 65 a 69 | 12    |
| 4     | 60 a 64 | 4     |
| 4     | 55 a 59 | 0     |
| 12    | 50 a 54 | 8     |
| 4     | 45 a 49 | 4     |
| 0     | 40 a 44 | 4     |
| 12    | 35 a 39 | 4     |
| 0     | 30 a 34 | 0     |
| 8     | 25 a 29 | 0     |
| 8     | 20 a 24 | 8     |
| 4     | 15 a 19 | 0     |
| 4     | 10 a 14 | 4     |
| 0     | 5 a 9   | 4     |
| 4     | 0 a 4   | 0     |

## Economia
El 2007 la població en edat de treballar era de 88 persones, 53 eren actives i 35 eren inactives. De les 53 persones actives 48 estaven ocupades (29 homes i 19 dones) i 4 estaven aturades (2 homes i 2 dones). De les 35 persones inactives 18 estaven jubilades, 1 estava estudiant i 16 estaven classificades com a «altres inactius».

### Ingressos
El 2009 a Preuseville hi havia 59 unitats fiscals que integraven 134 persones, la mediana anual d'ingressos fiscals per persona era de 14.442 €.

### Activitats econòmiques
Dels 3 establiments que hi havia el 2007, 1 era d'una empresa extractiva, 1 d'una empresa de fabricació d'altres productes industrials i 1 d'una empresa de transport.
L'any 2000 a Preuseville hi havia 15 explotacions agrícoles que ocupaven un total de 496 hectàrees.

## Poblacions més properes
El següent diagrama mostra les poblacions més properes.